# Pontifex maximus

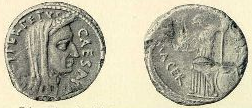
Mynt som avbildar Julius Caesar i egenskap av pontifex maximus.

Pontifex maximus är den formella titeln för Romersk-katolska kyrkans påve. Ursprungligen var det titeln på den främste översteprästen inom det antika Romerska rikets religion. Titeln betyder bokstavligen översatt "den störste brobyggaren", där pontifex betyder "präst", "brobyggare", och maximus, "störst".

## Romerska riket
I det antika Rom var pontifex maximus den främste medlemmen av prästkollegiet (Pontifices), och detta var religionens viktigaste ämbete. Fram till 254 f.Kr. krävdes det att innehavaren var patricier. 
De romerska kejsarna bar titeln fram till övergången till kristendomen. För de polyteistiska kejsarna innebar titeln rätten att offra till gudarna och inleda vissa ceremonier till deras ära. Den förste kejsaren som innehade titeln var Augustus; den tilldelades honom av Roms senat. När kejsar Claudius skulle föräras titeln på samma sätt avböjde han; efter honom var titeln dock mer regel än undantag.

## Romersk-katolska kyrkan
Titeln pontifex maximus gavs till påveämbetet av de kristnade romerska kejsarna. Påve på latin är än idag pontifex maximus och kan ses som den sista kvarlevande titeln från det gamla romerska riket.

## Ofullständig lista överPontifices maximi
- 753 f.Kr. - 712 f.Kr. - Uppgifterna fullgjordes av Roms kungar
- 712 f.Kr. - Numa Marcius
- 509 f.Kr. - Papirius
- 449 f.Kr. - Quintus Furius
- 431 f.Kr. - Cornelius Cossus
- 420 f.Kr. - Minucius
- 390 f.Kr. - Follius Flaccinator
- 332 f.Kr. - Cornelius Callissa
- 304 f.Kr. - Cornelius Scipio Barbatus
- 254 f.Kr. - Tiberius Coruncanius
- 243 f.Kr. - Lucius Caecilius Metellus
- 237 f.Kr. - Lucius Cornelius Lentulus Caudinus
- 212 f.Kr. - Publius Licinius Crassus Dives
- 183 f.Kr. - Gaius Servilius Geminus
- 180 f.Kr. - Marcus Aemilius Lepidus
- 152 f.Kr. - Vakant
- 150 f.Kr. - Publius Cornelius Scipio Nasica Corculum
- 141 f.Kr. - Publius Cornelius Scipio Nasica Serapio
- 132 f.Kr. - Publius Licinius Crassus Dives Mucianus
- 130 f.Kr. - Publius Mucius Scaevola
- 115 f.Kr. - Lucius Caecilius Metellus Dalmaticus
- 103 f.Kr. - Gnaeus Domitius Ahenobarbus
- 89 f.Kr. - Quintus Mucius Scaevola
- 81 f.Kr. - Quintus Caecilius Metellus Pius
- 63 f.Kr. - Julius Caesar
- 44 f.Kr. - Marcus Aemilius Lepidus
- 12 f.Kr. - Augustus
- 12 f.Kr. - 376 e.Kr. - Ämbetet innehades av de romerska kejsarna.
- Från 590 till nutid - Påven innehar titeln.